# Liste der Straßenrennen (Motorrad)
- Austragungsort: Nennt den Austragungsort des Rennens.
- Name: Offizielle Bezeichnung der Veranstaltung.
- Land: Zeigt das Land, in dem das Rennen ausgetragen wird.
- Erstaustragung: Jahr der ersten Austragung
- Anmerkung: Anmerkung oder Kommentare zur Veranstaltung.

Diese Liste umfasst die zurzeit (Stand 2016) ausgetragenen Straßenrennen für Motorräder und Gespanne in den verschiedensten Rennserien. Auch Wettbewerbe für klassische Maschinen werden aufgeführt, jedoch keine Ausfahrten oder Rallyes.

## Probleme in Hinblick auf Genehmigungsverfahren und Vollständigkeit
Die Liste kann keinen Anspruch auf Vollständigkeit erheben. Beispielsweise finden im Bereich der Oldtimerveranstaltungen oder den Rennserien in Nordirland immer wieder Unterbrechungen statt, etwa indem Rennen für einen bestimmten Zeitraum pausieren. Zu Beginn der Motorisierung war es üblich, dass die Austragung von Rennen auf öffentlichen Straßen stattfand. Bereits 1907 wurden Rennen im Deutschen Reich etwa in Homburg aber aus Sicherheitsgründen verboten. Die dennoch einst große Anzahl von Straßenrennen für Auto und Motorrad ist weltweit durch die weiteren Einschränkungen von Genehmigungen sowohl aus Sicherheits- als auch aus Umweltgründen von den zuständigen Behörden seitdem immer weiter verringert worden. Die aktuell aufgeführten Rennen könnten auch in Zukunft davon betroffen sein, wie etwa die Entscheidung des Landes Niedersachsen in der Diskussion um die Gumball 3000 zeigt.

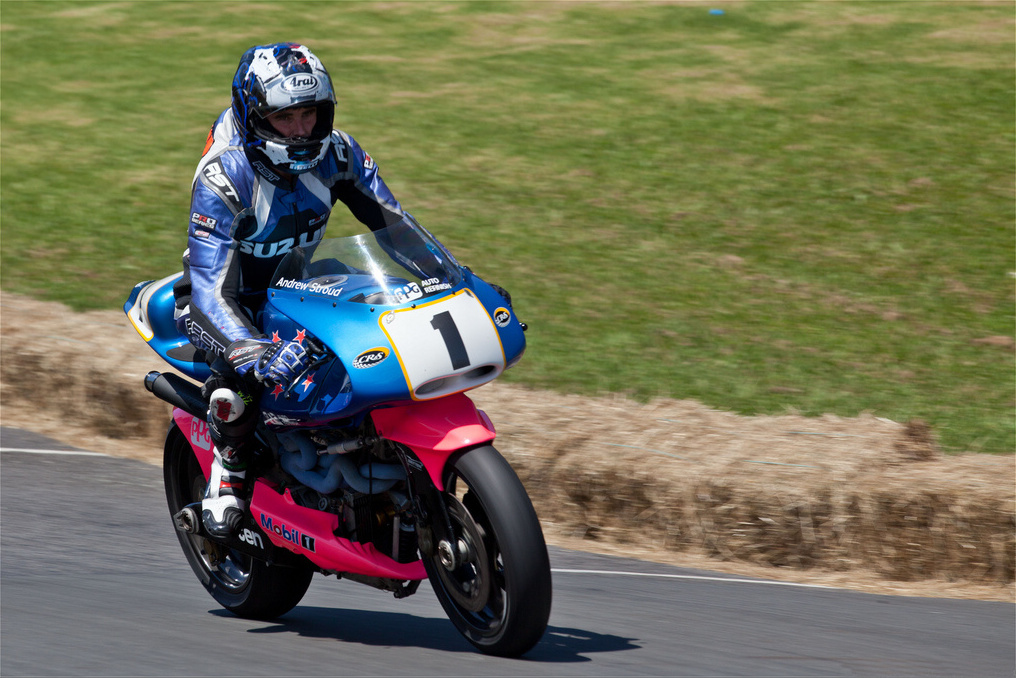
Andrew Stroud 2011 in Paeroa

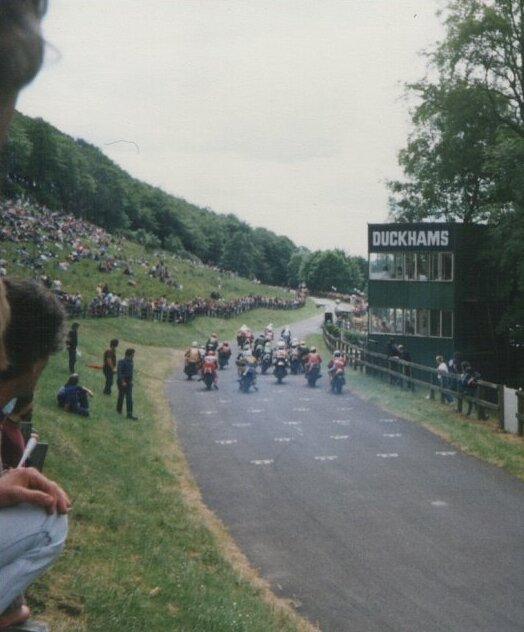
Rennen am Oliver’s Mount 1986

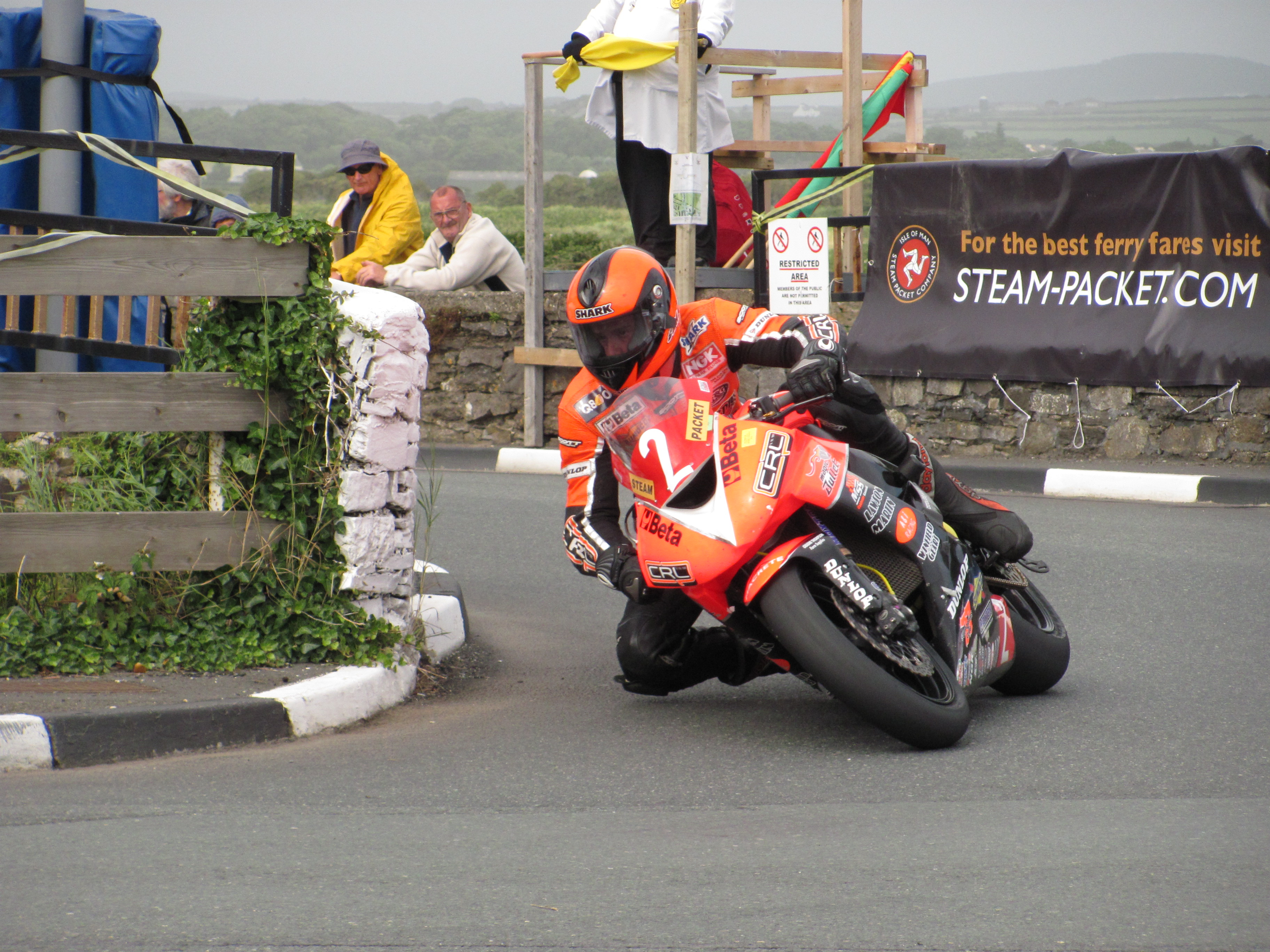
Ryan Farquhar beim Southern 100 im Jahr 2010

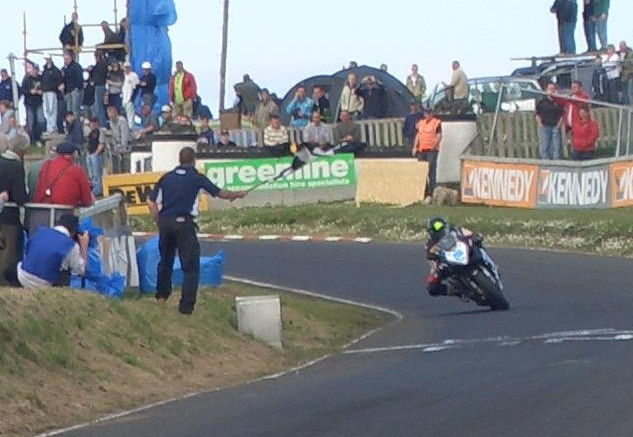
Bruce Anstey gewinnt die North West 200 2007

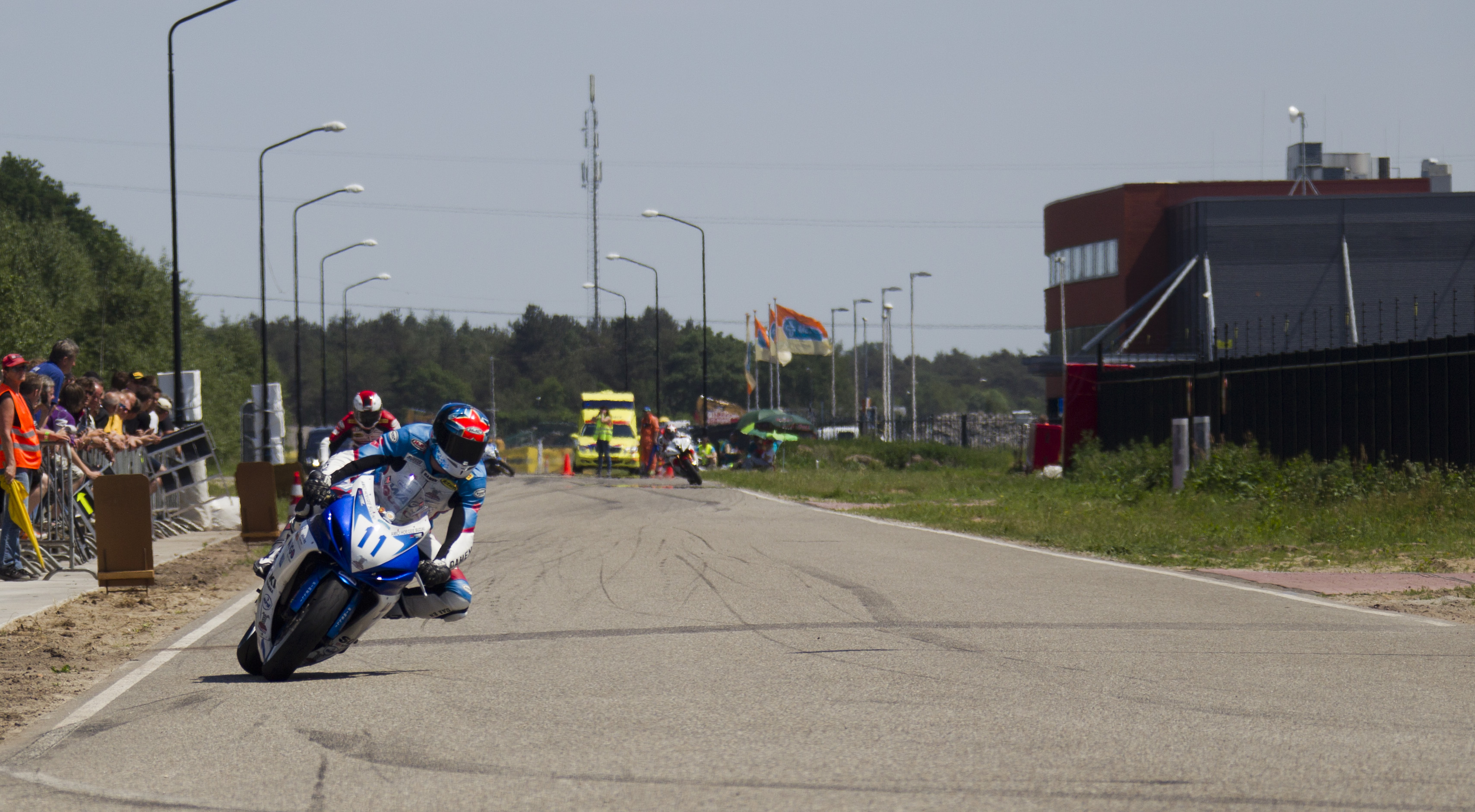
Straßenrennen von Oss (NL), 2012

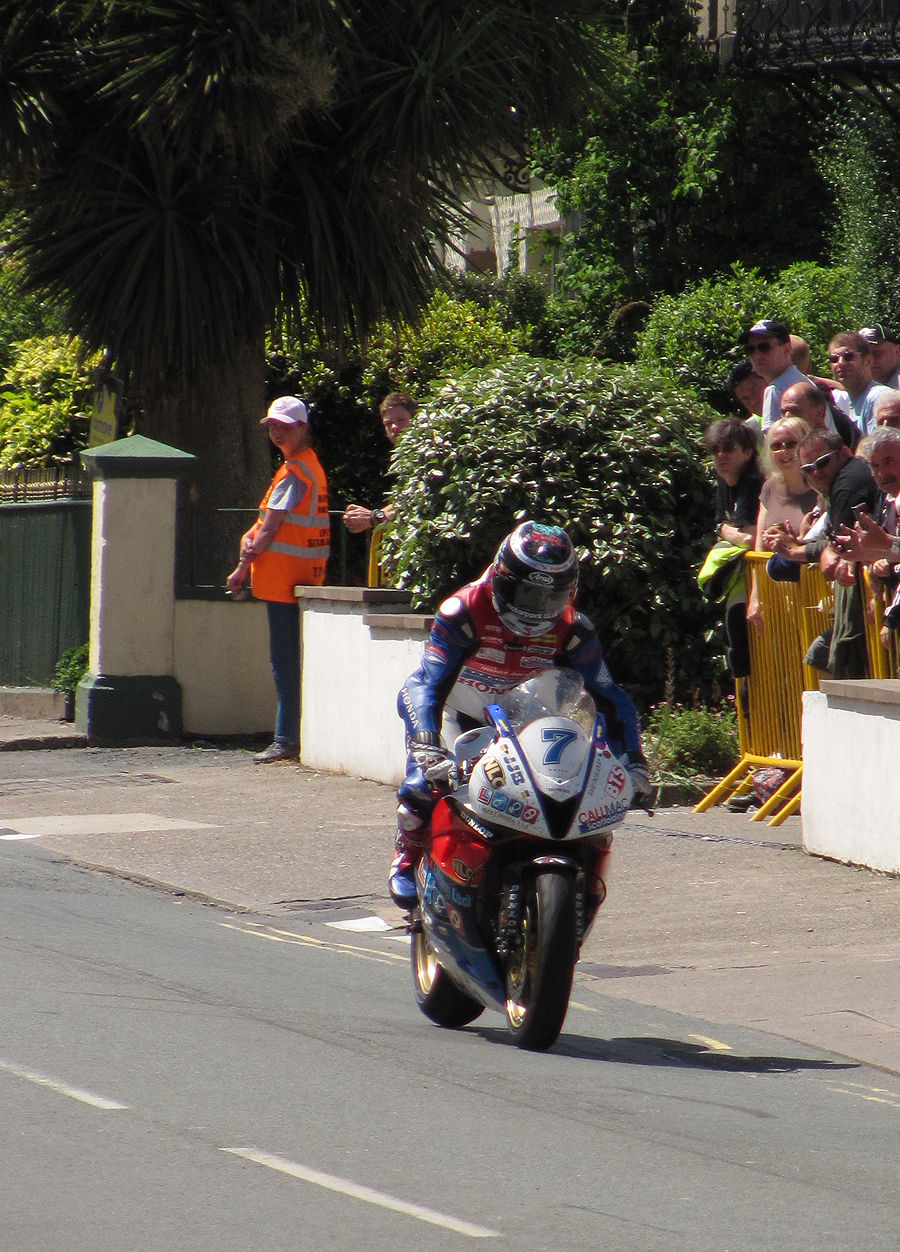
Fahrer der Klasse Junior bei der TT 2012

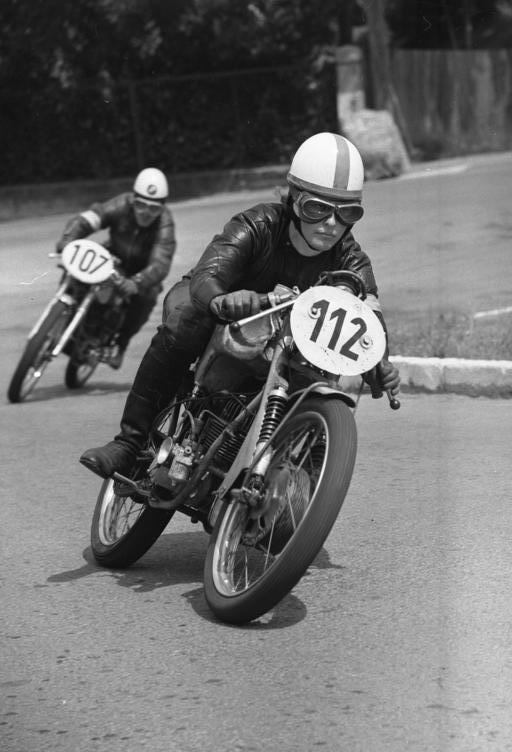
Helga Steudel auf dem Schleizer Dreieck am 14. Juli 1963

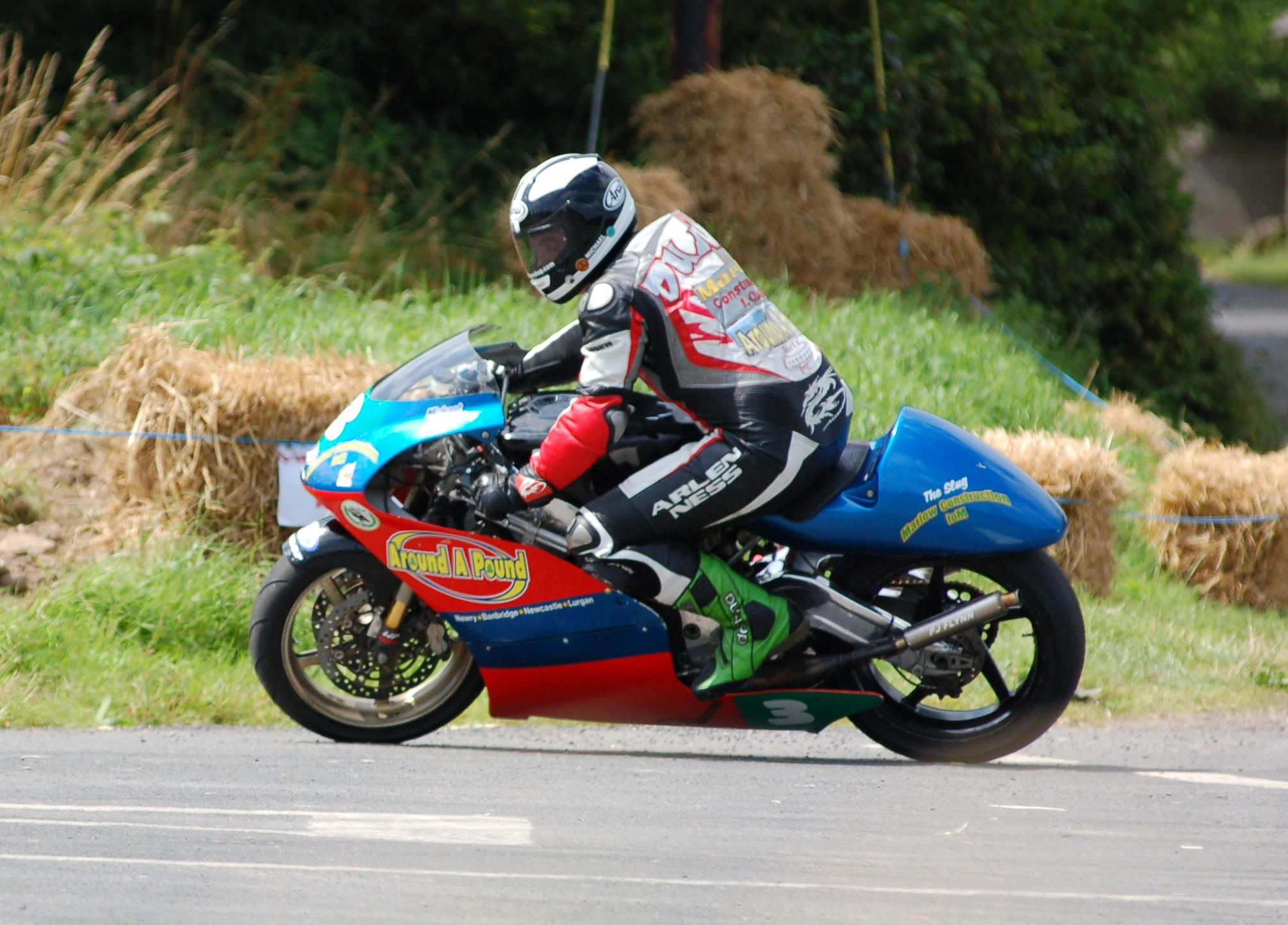
Michael Dunlop bei den Faugheen 50 in 2008

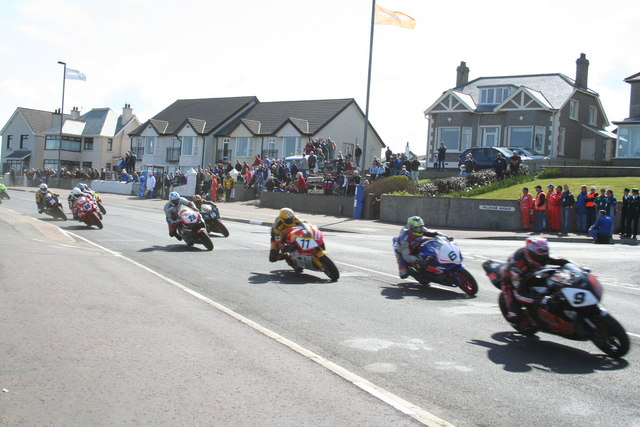
North West 200 von 2006

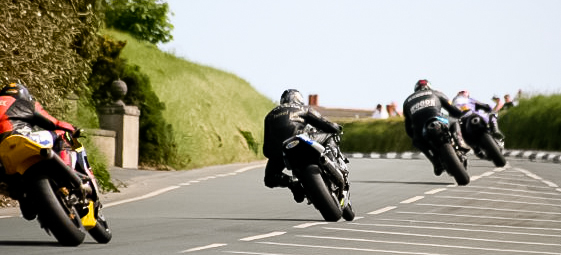
Isle of Man TT von 2012

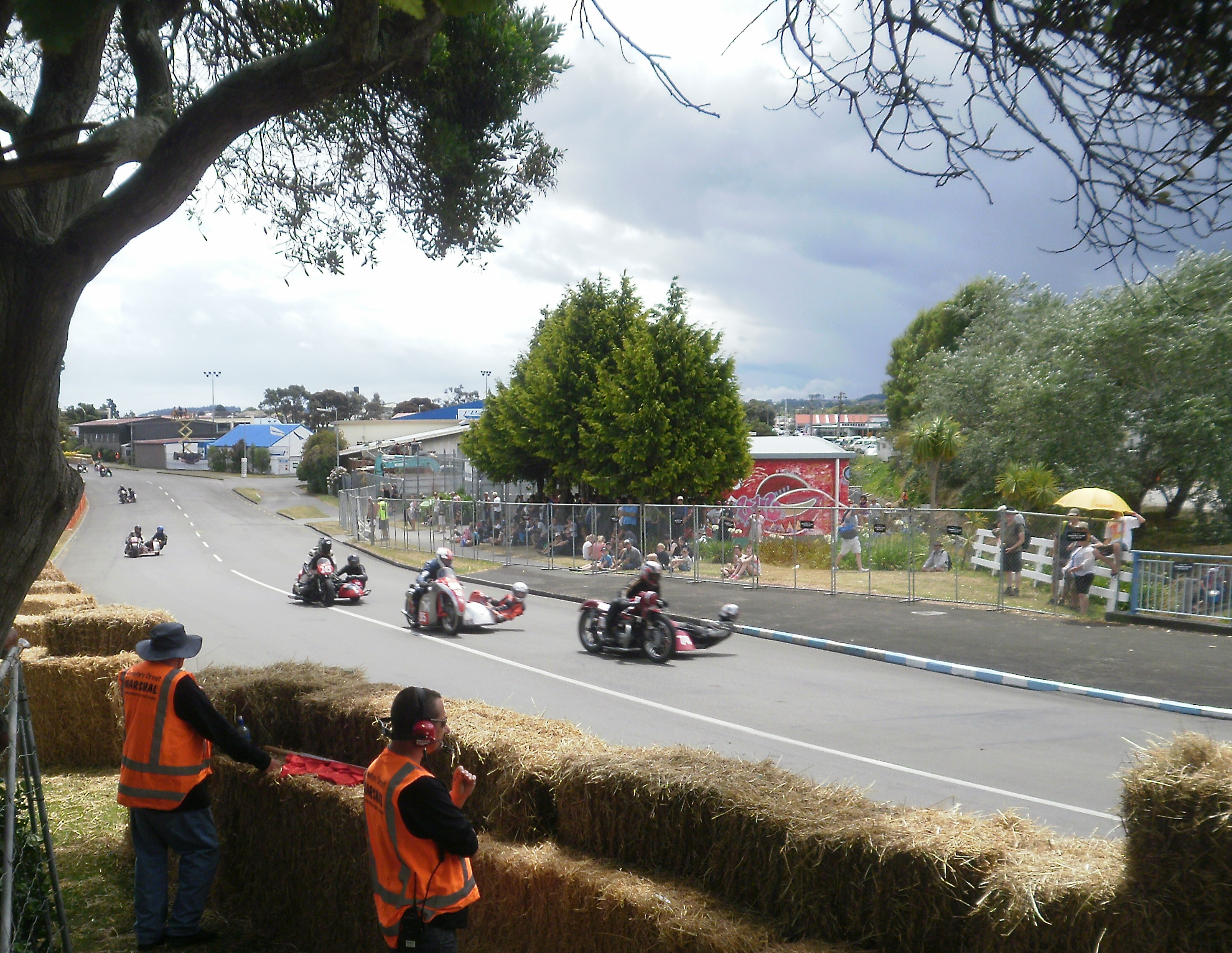
Cemetery Race in Neuseeland von 2012

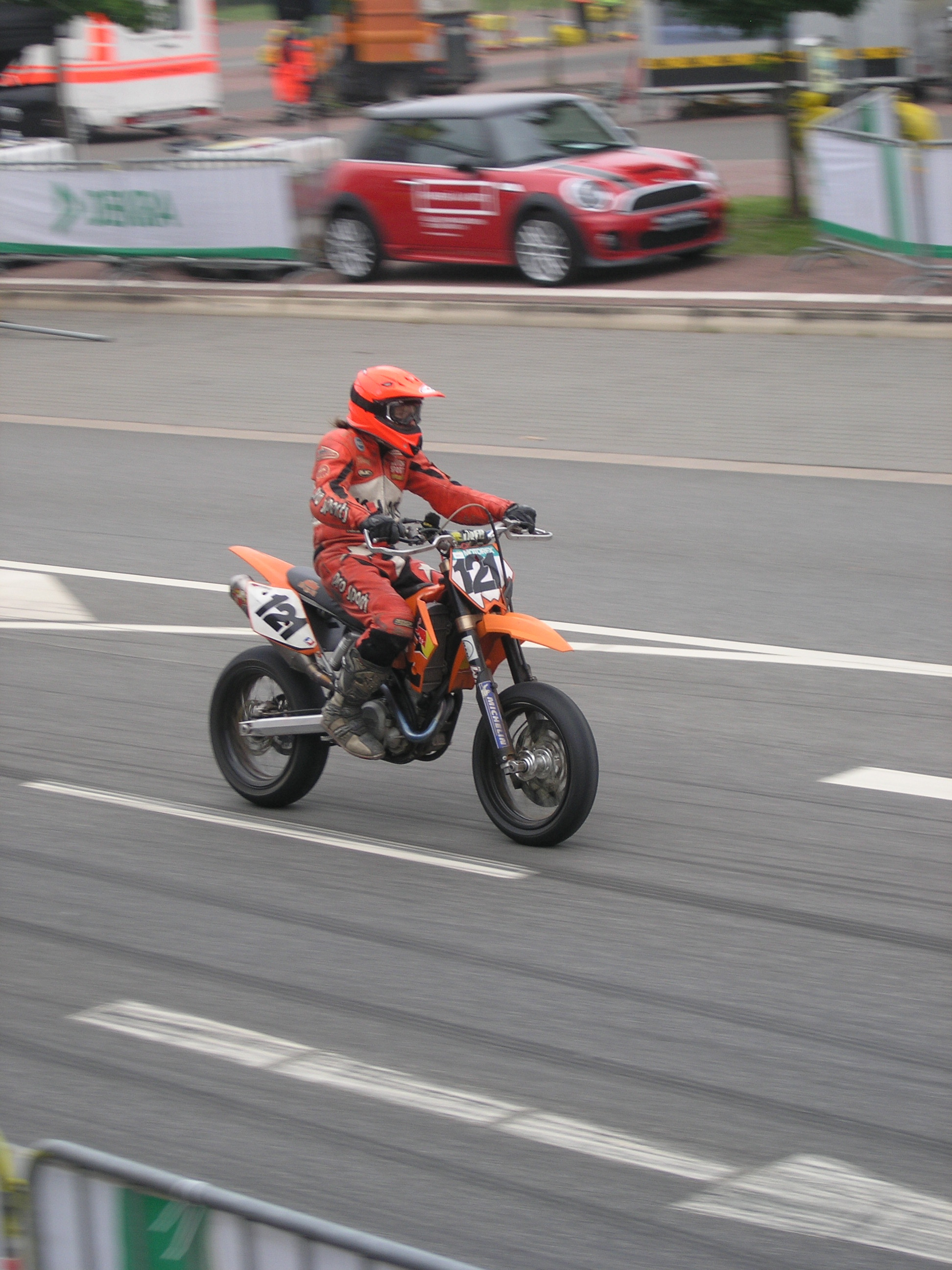
Deutsche Meisterschaft Super Moto in St. Wendel 2012

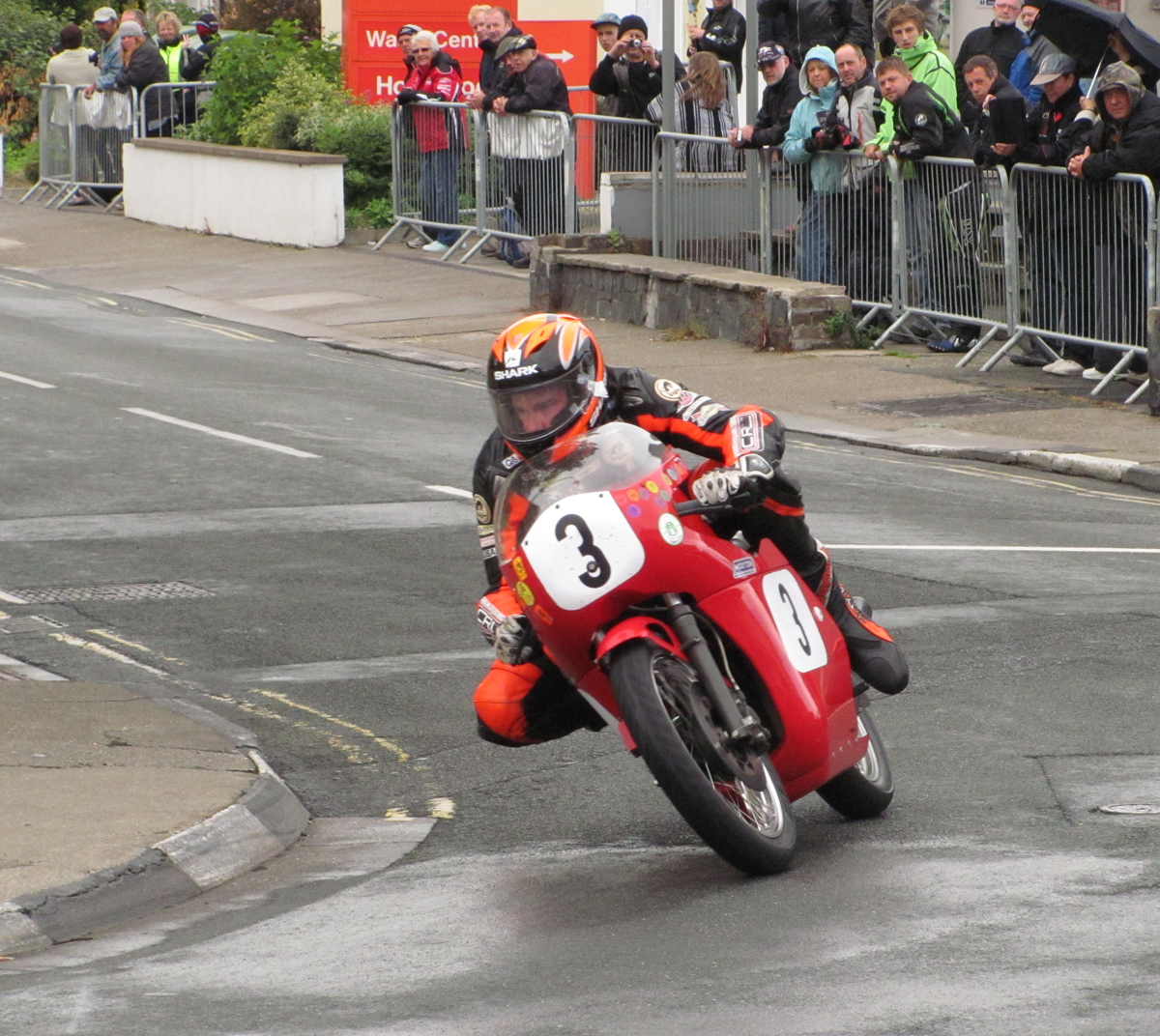
350er bei der Classic 2011 des Manx Grand Prix

| Austragungsort                      | Name                                                    | Land                | Erstaustragung                      | Anmerkung |
| ----------------------------------- | ------------------------------------------------------- | ------------------- | ----------------------------------- | --- |
| Aberdare                            | Aberdare Park Road Race                                 | Wales               | 1950                                | ausgetragen fast im Zentrum der Stadt                                                                               |
| Armoy                               | Armoy Road Races                                        | Nordirland          | ?                                   | auch als „The Race of Legends“ bekannt                                                                              |
| Ballymena                           | Antrim 150/Mid Antrim                                   | Nordirland          | 1946                                | vermutlich das „ländlichste“ Rennen in Nordirland                                                                   |
| Bremerhaven                         | Fischereihafen-Rennen                                   | Deutschland         | 1952                                | Streckenverlauf wegen Umbauten im Hafen immer wieder verändert, zuletzt 2011                                        |
| Castletown                          | Southern 100                                            | Isle of Man         | 1955                                | Erfolgreichster Fahrer Ian Lougher                                                                                  |
| Castletown                          | Pre-TT Classic                                          | Isle of Man         | 1988                                | Teilnahme nur für klassische Maschinen                                                                              |
| Castletown                          | Post-TT Classic                                         | Isle of Man         | 1991                                | — |
| Carpasio                            | Prati Piani                                             | Italien             | 1959                                | derzeit Teil der Bergeuropameisterschaft für Motorräder                                                             |
| Châtel-Saint-Denis                  | Course de Côte Moto – Châtel-St-Denis                   | Schweiz             | 1965                                | derzeit Teil der Bergeuropameisterschaft für Motorräder                                                             |
| Chimay                              | Circuit de Chimay                                       | Belgien             | 1926                                | von 1929 bis 1969 Teil der Formel 3 und Formel 2, derzeit Teil der IRRC (International Road Racing Championship)    |
| Cork                                | Cork Road Races                                         | Irland              | 2010                                | geht zurück auf die Munster 100 die von 1940 bis 1992 an verschiedenen Orten der Grafschaft ausgetragen wurde       |
| Cookstown                           | Cookstown 100                                           | Nordirland          | 1922                                | Eröffnungsrennen der Saison (April)                                                                                 |
| Darley Moor                         | Stars at Darley                                         | England             | ?                                   | Abschlussrennen der Saison in Europa                                                                                |
| Donauring                           | Donauring-Revival                                       | Deutschland         | 1999                                | ausgetragen für Veteranen in unregelmäßigen Abständen auf verkürzter Strecke                                        |
| Douglas                             | Isle of Man TT                                          | Isle of Man         | 1907                                | von 1949 bis 1976 Teil der Motorrad-Weltmeisterschaft, ältestes Motorradrennen weltweit                             |
| Douglas                             | Manx Grand Prix                                         | Isle of Man         | 1923                                | versteht sich als Amateur-/Nachwuchsveranstaltung zur TT                                                            |
| Dundrod                             | Ulster Grand Prix                                       | Nordirland          | 1922                                | von 1949 bis 1971 Teil der Motorrad-Weltmeisterschaft                                                               |
| Dundrod                             | Dundrod 150                                             | Nordirland          | ?                                   | eigene Veranstaltung im Vorfeld des Ulster Grand Prix                                                               |
| Eggersberg                          | Riedenburg Classic                                      | Deutschland         | 2002                                | Bergrennen auch für Automobile, Teilnahme nur für klassische Fahrzeuge                                              |
| Frohburg                            | Frohburger Dreieck                                      | Deutschland         | 1960                                | derzeit Teil der IRRC (International Road Racing Championship), bis 1990 Meisterschaftslauf der DDR                 |
| Gedinne                             | BCT Gedinne                                             | Belgien             | 1972                                | Heute nur noch Rennen für Klassiker                                                                                 |
| Greymouth                           | Greymouth Motorcycle Street Race                        | Neuseeland          | 1989                                | im Rahmen des lokalen Oktoberfest während des Labour Weekend                                                        |
| Hämeenlinna                         | Ahveniston Moottorirata                                 | Finnland            | 1973 mit Unterbrechungen            | erstmals 2016 Jarno-Saarinen-Gedächtnis-Grand-Prix                                                                  |
| Hengelo                             | Varsselring / Wegrace Hengelo                           | Niederlande         | 1967                                | zeitweise Teil der IRRC (International Road Racing Championship)                                                    |
| Hořice v Podkrkonoší                | 300 Kurven von Gustav Havel                             | Tschechoslowakei    | 1962                                | Erste von zwei Rennveranstaltungen auf demselben Kurs                                                               |
| Hořice v Podkrkonoší                | Tschechische Tourist Trophy — IRRC                      | Tschechoslowakei    | 1991                                | Zweite von zwei Rennveranstaltungen auf demselben Kurs                                                              |
| Imatra                              | Imatraanajo                                             | Finnland            | 2016                                | fand schon 1962–1986 statt, 2016 wieder aufgenommen, derzeit Lauf zur IRRC (International Road Racing Championship) |
| Isola del Liri                      | Poggio – Vallefredda                                    | Italien             | erstmals 1971, Neuauflage 2001      | derzeit Teil der Bergeuropameisterschaft für Motorräder                                                             |
| Julbach                             | Julbacher Bergrennen                                    | Österreich          | ?                                   | auch eigene Rennserie für Autos                                                                                     |
| Kells                               | Kells Road Race                                         | Irland              | 1994                                | ausgetragen vom Kells Road Races Club                                                                               |
| Killalane                           | Killalane Road Race                                     | Irland              | 1984                                | aus Sicherheitsgründen gekürzter Kurs                                                                               |
| La Bañeza                           | El Gran premio de La Bañeza                             | Spanien             | 1952                                | letzter reiner Stadtkurs in Spanien                                                                                 |
| Landshaag                           | Landshaag–St. Martin                                    | Österreich          | 1979                                | derzeit Teil der Bergeuropameisterschaft für Motorräder                                                             |
| Leonberg                            | Glemseck 101                                            | Deutschland         | 2005                                | Rennen im Rahmenprogramm des Motorradtreffens an der Solitude                                                       |
| Le Petit-Abergement                 | Course De Cote Petit Abergement                         | Frankreich          | ?                                   | derzeit Teil der Bergeuropameisterschaft für Motorräder                                                             |
| Zittau                              | Lückendorfer Bergrennen                                 | Deutschland         | erstmals 1923, Neuauflage seit 2001 | heute nur noch Rennen für Klassiker                                                                                 |
| Macau                               | Macau Grand Prix                                        | Volksrepublik China | 1954 (Auto)                         | seit 1967 Grand-Prix-Rennen auch für Solomotorräder                                                                 |
| Methven                             | Methven Mountain Thunder Motorcycle Street Race         | Neuseeland          | ?                                   | — |
| Monzuno                             | Molino del Pero                                         | Italien             | 1954 (Auto)                         | derzeit Teil der nationalen Serie Bergrennen                                                                        |
| Ostende                             | Noordzee Omloop                                         | Niederlande         | ?                                   | Zeitweise Teil der IRRC (International Road Racing Championship)                                                    |
| Oss                                 | Paalgraven/Wegrace Oss                                  | Niederlande         | ?                                   | derzeit Teil der IRRC (International Road Racing Championship)                                                      |
| Paeroa                              | Battle of the Streets                                   | Neuseeland          | 1992                                | Heute nur noch Rennen für Klassiker                                                                                 |
| Portstewart, Coleraine und Portrush | North West 200                                          | Nordirland          | 1929                                | zählt zu den schnellsten Kursen, 2016 wurde Bruce Anstey mit 336 km/h gemessen                                      |
| Reggello                            | Leccio – Reggello                                       | Italien             | ?                                   | derzeit Teil der nationalen Serie Bergrennen                                                                        |
| Schleiz                             | Schleizer Dreieck                                       | Deutschland         | 1923 (Auto)                         | Neben Rennenserien für Klassiker vor allem der Lauf zu Internationalen Deutschen Motorradmeisterschaft              |
| Scarborough                         | Spring Road Races                                       | England             | 1946                                | Ausgetragen auf dem Kurs Oliver’s Mount, einem der letzten Straßenkurse in England                                  |
| Scarborough                         | Barry Sheene Classic Road Races                         | England             | ?                                   | Ausgetragen auf dem Kurs Oliver’s Mount                                                                             |
| Scarborough                         | Cock o’ the North Road Races                            | England             | ?                                   | Ausgetragen auf dem Kurs Oliver’s Mount                                                                             |
| Scarborough                         | The Gold Cup                                            | England             | 1950                                | Ausgetragen auf dem Kurs Oliver’s Mount                                                                             |
| Schwanenstadt                       | Oldtimer Grand Prix                                     | Österreich          | 2006                                | 1969 bis 1988 reguläres Straßenrennen, in der Neuauflage Rennen für Klassiker                                       |
| Skerries (Dublin)                   | Skerries 100                                            | Irland              | 1946                                | seit 1971 aus Sicherheitsgründen auf unter 3 Meilen gekürzt                                                         |
| Spoleto                             | Forca di Cerro                                          | Italien             | 1965                                | erste Rennen schon 1921, kontinuierlich erst seit 1965, derzeit Teil der nationalen Serie Bergrennen                |
| St. Wendel                          | Wendelinuspark                                          | Deutschland         | 2003                                | Deutsche Meisterschaft im Super Moto, seit 2014 auch Rennen für Klassiker                                           |
| Tandragee                           | Tandragee 100                                           | Nordirland          | 1960                                | zählt zu den wichtigsten Straßenrennen, erfolgreichster Fahrer Ryan Farquhar                                        |
| Těrlicko                            | Havířovský Zlatý kahanec (deutsch: Goldene Grubenlampe) | Tschechoslowakei    | ?                                   | neben regulären auch Wettbewerbe für Klassiker                                                                      |
| Tipperary                           | Faugheen 50                                             | Irland              | 2001                                | bereits von 1971 bis 1986 ausgetragen, vom jetzigen Verein wider ins Leben gerufen                                  |
| Wanganui                            | Cemetery Circuit Races                                  | Neuseeland          | 1951                                | ausgetragen am Boxing Day, Rennen für diverse Klassen während des Jahres                                            |
| Walderstown (Athlone)               | Walderstown Road Races                                  | Irland              | 2000                                | Nachfolgeveranstaltung des Race Of The South das erstmals 1973 ausgetragen wurde                                    |
| Zeilarn                             | Oldtimer-Bergrennen Zeilarn                             | Deutschland         | 1949                                | seit 2009 Bergrennen für Klassiker                                                                                  |